# Pterolophia multimaculata
Pterolophia multimaculata là một loài bọ cánh cứng trong họ Cerambycidae.